# Wilhelm Kox
Wilhelm Kox (* 8. November 1900 in Aachen; † 10. August 1940 in Plötzensee, Berlin) (Decknamen: Schenk, Stegmann, Rudolf) war ein deutscher kommunistischer Funktionär und Opfer der NS-Justiz.

## Leben und Tätigkeit
Kox war der Sohn einer Arbeiterfamilie. Er erlernte das Metzgerhandwerk. Einen Teil seiner Jugend verbrachte er in einer Jugendfürsorgeeinrichtung, nachdem er wegen eines Diebstahlversuches verhaftet worden war. Noch im Jahr 1918 wurde er zum Kriegsdienst einberufen.
Nach dem Krieg wurde Kox Metallarbeiter in Hürth. Er arbeitete als Schlosser auf der Braunkohlengrube Vereinigte Ville. 1924 wurde er Vertrauensmann des Deutschen Metallarbeiterverbandes. Der Kommunistischen Partei Deutschlands (KPD) war er bereits 1920 beigetreten. In späteren Jahren war er lange erwerbslos, fand aber schließlich eine Anstellung als Metzger in einer Groß-Schlächterei.
1929 wurde er unbesoldeter Beigeordneter in der Bürgermeisterei Hürth.
Ende 1930 wurde Kox als besoldeter Sekretär der KPD im Unterbezirk Koblenz hauptberuflicher Parteifunktionär der KPD. Von Mai 1931 bis Oktober 1933 erhielt er als Kursant an der Internationalen Lenin-Schule in Moskau eine vertiefende Ausbildung, die als Grundlage für seine weitere politische Tätigkeit dienen sollte.
Im Herbst 1933 kehrte Kox nach Berlin zurück, wo er zusammen mit Herbert Wehner die illegale Landesleitung der Untergrund-KPD in Berlin aufbaute, der er selbst von Mitte November 1933 bis Mai 1934 angehörte. Kox war in dieser Organisation für die Aufrechterhaltung der Verbindung zu den Oberbezirken Mitte, Südwest und Süd verantwortlich. Im Juni 1934 ging diese Aufgabe an seinen Nachfolger Adolf Rembte über. Kox wurde stattdessen als „Reichstechniker“ (eine Art Sicherheitsbeauftragter, dem die Organisation der Abschirmung des Apparates nach außen oblag) der Untergrundorganisation in das zu diesem Zeitpunkt nicht zum Gebiet des Deutschen Reiches gehörige Saarbrücken versetzt.

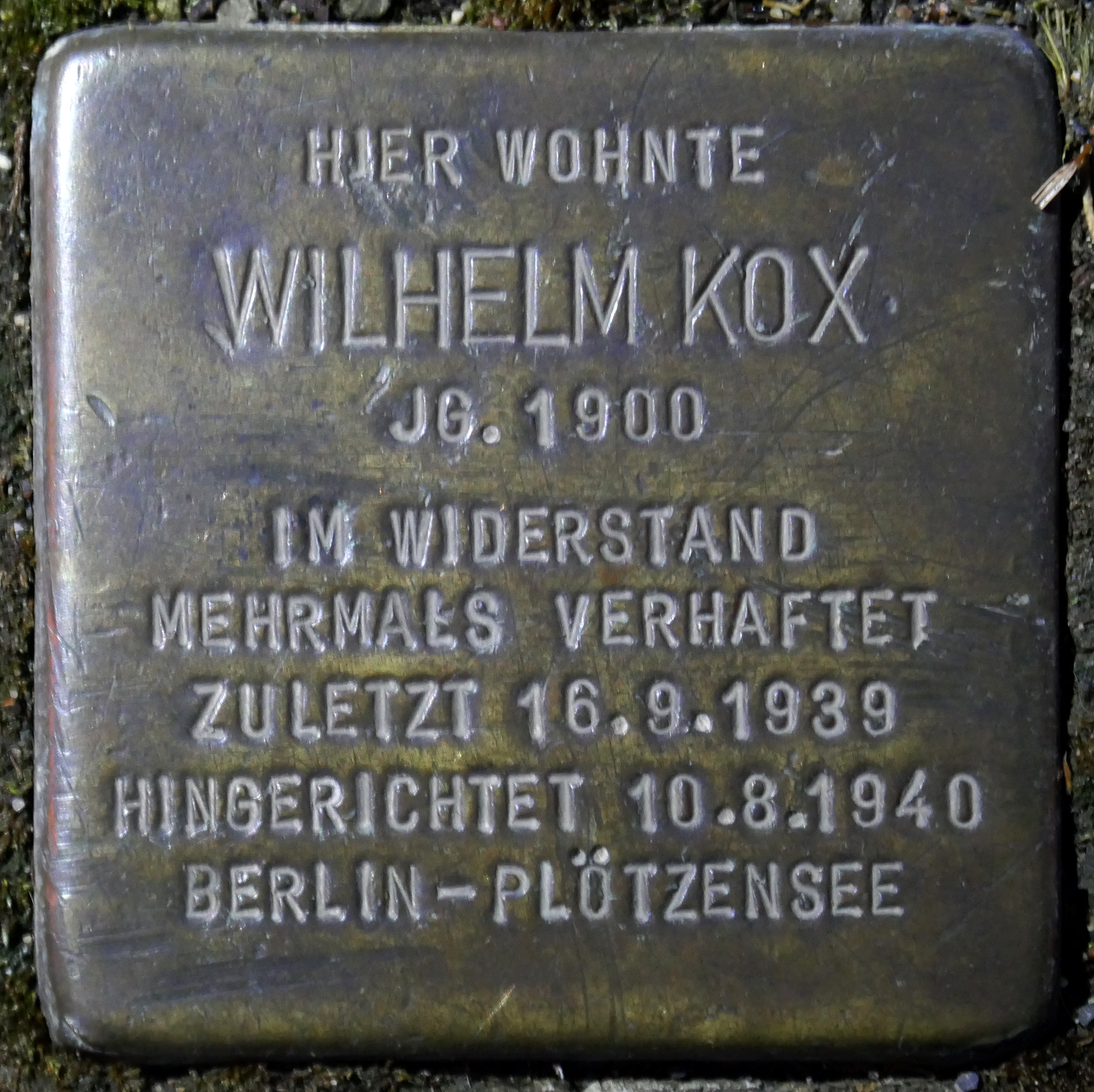
Stolperstein für Wilhelm Kox, Matthiasstraße 4 in Alt-Hürth

Im März 1935 wurde Kox nach Paris gerufen, wo dann mehrere Parteiuntersuchungen durch die Internationale Kontrollkommission der Komintern wegen des Vorwurfes der Sabotage der Parteiarbeit gegen ihn durchgeführt wurden. Im Januar 1936 wurde er in Prag in Haft genommen. Während seiner Haftzeit wurde ihm im Mai 1936 durch das Zentralkomitee der KPD mitgeteilt, dass er aus der Partei ausgeschlossen worden sei, was mit seinen Meinungsverschiedenheiten mit dem Zentralkomitee, mit ungenügender Selbstkritik, fahrlässigem Verhalten bei der Aushebung der illegalen Druckerei in Saarbrücken begründet wurde. Kox lehnte es ab, Bewährungsanträge zu stellen, nach Moskau zurückzukehren oder auf Seiten der Internationalen Brigaden im Spanischen Bürgerkrieg zu kämpfen. Stattdessen kehrte er nach Deutschland zurück, wo er mehrmals verhaftet wurde, zuletzt am 16. September 1939 wegen des Verdachts, dass er im Nachrichtendienst der Tschechoslowakei tätig gewesen sei.
Am 20. März 1940 wurde Kox vom 2. Senat des Volksgerichtshofes zum Tode verurteilt. Die Hinrichtung erfolgte am 10. August 1940 in der Strafanstalt Berlin-Plötzensee mit dem Fallbeil.
Heute erinnert ein Stolperstein vor dem Haus Mathiasstraße 4 in Alt-Hürth an Kox.

## Ehe und Familie
Kox war seit 1926 mit Adolfine Stammen verheiratet. Aus der Ehe ging der 1926 geborene Sohn Wilhelm hervor.